# Machias (Maine, város)
Machias város az Amerikai Egyesült Államok Maine államában, Washington megyében, melynek megyeszékhelye. Lakosainak száma 2060 fő (2020. április 1.).

## Népesség
A település népességének változása:

| 2010 | 2 221 |
| 2020 | 2 060 |